# San Vicente de Tagua Tagua
San Vicente de Tagua Tagua, o semplicemente San Vicente, è un comune del Cile della provincia di Cachapoal, nella Regione del Libertador General Bernardo O'Higgins. Al censimento del 2002, possedeva una popolazione di 40.253 abitanti.

## Società

### Evoluzione demografica
| Censimento del 1992 | Censimento del 2002 |
| 35.167 ab.          | 40.253 ab.          |